# Reuf
"Reuf" é uma canção gravada pelo cantor de hip hop francês Nekfeu com participação do músico inglês Ed Sheeran para o álbum de estúdio de estreia de Nekfeu, intitulado Feu (2015), no qual "Reuf" aparece como a oitava faixa do alinhamento. 
A obra foi composta pelos dois artistas acima mencionados juntamente com Pierrick Devin e Gabriel Legeleux. Nekfeu ficou ainda encarregue da produção e arranjos com o axuílio de DJ Elite. Embora não oficialmente divulgada como um single pela Polydor Records, distribuidora fonográfica do artista francês, "Reuf" conseguiu entrar na tabela musical de canções da França dentro das oitenta melhores posições, segundo a publicação de 20 de Junho de 2015 da Syndicat National de l'Édition Phonographique.

## Desempenho nas tabelas musicais
| País — Tabela musical (2015)            | Posição de pico |
| --------------------------------------- | --------------- |
| França — Top Singles (SNEP)             | 72              |
| Bélgica (Valónia) — Ultratop 50 Singles | 19              |